# Maurice Lafont
Pour les articles homonymes, voir Lafont.
Maurice Lafont, né le 13 septembre 1927 à Villeneuve-Saint-Georges et mort le 8 avril 2005 à Nîmes, est un footballeur international français. Comptant 4 sélections avec l'équipe de France, il participa notamment à la Coupe du monde 1958 en Suède où « les Bleus » empochèrent la 3e place.

## Biographie
Maurice Lafont évolue au CS Cheminots nîmois avant de rejoindre Nîmes Olympique. Il fait ses débuts avec l'équipe première des Crocodiles le 23 avril 1950 face à Havre AC. Prêté à Grenoble en 1951-1952, il revient à Nîmes en juillet 1952. Il devient alors titulaire au poste de défenseur central. Il est capitaine de l'équipe finaliste de la Coupe de France en 1958.
Il totalise quatre sélections en équipe de France de football en 1958. Il figure parmi les 22 sélectionnés lors de la phase finale de la Coupe du monde 1958 au cours de laquelle la France termine troisième.
Il entraîne ensuite Châteauroux et l'AS Cherbourg.

## Carrière de joueur
- CS Cheminots nîmois
- 1950-1951 : Nîmes Olympique
- 1951-1952 : FC Grenoble
- 1952-1959 : Nîmes Olympique
- 1959-1961 : SC Toulon
- 1961-1962 : SO Montpellier[3]

## Palmarès de joueur

### En club
- Champion de France de Division 2 en 1950 avec le Nîmes Olympique
- Vainqueur de la Coupe Charles Drago en 1956 avec le Nîmes Olympique
- Finaliste de la Coupe de France en 1958 avec le Nîmes Olympique

### Distinction individuelle
- Élu joueur français de l'année France Football en 1958